# ستيوارت بلوك
ستيوارت بلوك (6 يناير 1979 في المملكة المتحدة - ) (بالإنجليزية: Stuart Block)‏ هو لاعب كريكت بريطاني.

## وصلات خارجية
- ستيوارت بلوك على موقع إي آس بي آن كريك إنفو (الإنجليزية)